# 周嘉彬
周嘉彬（1900年—1976年），别字尚文，云南昆明人。张治中之婿。中华民国政治人物。

## 生平
七岁丧父。靠年长7岁的姑姑扶持读书，在昆明成德中学半工半读。19岁考入云南讲武堂。20岁借路费到广州考入黄埔三期。毕业后任黄埔军校第五期上尉区队长，入伍生总队长张治中的少校副官，国民革命军中央教导二师中校参谋。淞沪战役期间，担任国民革命军第88师572团上校代理团长。1934年被保送到德国柏林陆军大学深造五年。历任中央军校第六分校少将副主任，第十五期学员总队少将总队长。1940年起任西安警备司令、第七分校少将主任。1940年6月6日，与张治中女儿张素我结婚，担任国民政府军事委员会西北战干团副教育长、陕西省干训团教育长等。1944年，任第三十六军暂编第52师师长，兰州警备司令。1945年6月授陆军少将。
1947年，起任国军第八十军副军长，驻天水的国军第一百二十军军长，兰州战役中所部被灭。1949年9月随西北軍政長官公署副长官刘任从酒泉飞抵重庆。再重庆转到成都安排家眷飞香港，本人经三亚飞香港。在港停留一年，1950年由香港返回大陆，入华北人民革命大学社会主义学院学习一年，担任水电部任参事，后当选为第三、四届全国政协委员等职。

## 家人
- 妻子：张素我
- 女儿周元敏， 女婿陈弘
- 儿子周元亚